# Felix Andries Vening Meinesz
Felix Andries Vening Meinesz   (la Haia, 30 de juliol de 1887 - Amersfoort, 10 d'agost de 1966) va ser un geofísic i geodesista holandès conegut per la invenció d'un mètode precís per mesurar la gravetat terrestre. Basant-se en mesures de l'anomalia gravitatòria usant aquest mètode, Vening-Meinesz va poder deduir l'estructura profunda de volcans submarins. Com a resultat, va publicar alguns dels primers i més importants estudis sobre la flexió de la litosfera terrestre. Les seves tècniques i estudis van ser de gran rellevància per al coneixement de l'estructura profunda de la Terra i el comportament mecànic de les capes més externes.

## Semblança
El pare de Vening Meinesz, Sjoerd Anne Vening Meinesz, va ser alcalde, primer de Rotterdam i després de Amsterdam. El 1910 es va graduar en enginyeria civil en Delft. El mateix any va començar a treballar per a l'Estudi Gravitatori d'Holanda. El 1915 va escriure la seva tesi de titulació sobre els defectes dels gravímetres utilitzats en aquella època.
Vening Meinesz va dissenyar llavors un nou gravímetre, construït pel Real Institut Meteorològic dels Països Baixos. L'aparell disposava de dos pèndols de la mateixa grandària suspesos d'un marc però movent-se en fases oposades. Amb miralls i rajos de llum, es registrava la diferència d'amplitud de les dues oscil·lacions en una pel·lícula. Vening Meinesz havia descobert que les acceleracions horitzontals (com les produïdes per les ones en un vaixell) no tenien influència sobre la diferència d'amplitud entre els dos pèndols. La diferència registrada llavors és l'amplitud d'un pèndol teòric, no pertorbat. D'aquesta manera era possible mesurar amb més precisió la gravetat. Vening Meinesz va començar amb el mesurament de la gravetat als Països Baixos, pel que es va crear una xarxa de 51 estacions de mesurament. Aquesta iniciativa es va convertir en un èxit, la qual cosa el va animar a realitzar mesuraments en la mar. Es va idear un gravimetre perfeccionat, suspès en un "gronxador". L'experiment va tenir èxit, fent possible mesurar la gravetat en la mar.
Entre 1923 i 1929 els alts (més de 2 metres) Vening Meinesz va embarcar en petits submarins per algunes expedicions incòmodes.
El seu objectiu era establir la forma exacta del geoide terrestre. Quan la seva expedició amb el submarí Hr. Ms. K XVIII es va filmar en un documental cinematogràfic el 1935, Vening Meinesz es va convertir en un heroi del públic holandès. A més, la seva recerca va ser objecte d'atenció científica internacional. El 1927 es va convertir en professor a temps parcial en geodèsia, cartografia i geofísica a la Universitat d'Utrecht, i el 1937 va passar també a ser professor a la Universitat Tècnica de Delft. Li van concedir la Medalla Howard N. Potts de l'Institut Franklin el 1936. El 1927 va resultar triat membre de la Reial Acadèmia d'Arts i Ciències dels Països Baixos.
Durant la Segona Guerra Mundial va participar en la resistència holandesa. Després de la guerra va tornar a assumir les seves tasques com a professor. De 1945 a 1951 va ser el director de l'agència meteorològica holandesa. Es va retirar el 1957.

## Eponímia
- El cràter lunar Vening Meinesz porta aquest nom en la seva memòria.[5]